# Farkovo
Farkovo (Russisch: Фарково) is een dorp (selo) in het buitengebied van het district Toeroechanski van de Russische kraj Krasnojarsk. Meer dan de helft van alle Selkoepen van de kraj woont in het dorp. In 2002 behoorde 70% van de bevolking tot deze bevolkingsgroep.
Farkovo ligt aan de rechteroever van de rivier de Toeroechan, aan de instroom van het gelijknamige riviertje Farkovka, 45 kilometer ten westen van het districtscentrum Toeroechansk. Het dorp is enkel tijdens de korte zomer over de rivier bereikbaar.

## Geschiedenis
De plek werd in de late 19e eeuw genoemd als uitgangspunt van een nomadenkamp van inorodtsy. Een poolexpeditie naar de Toeroechan tussen 1926 en 1928 vermeldde de aanwezigheid van een factorij waar 15 gezinnen van 'Ostjaak-Samojeden' werkzaam waren. In 1927 voer voor het eerst een boot over de Toeroechan naar deze plek. In 1930 werd in het kader van de collectivisatie de kolchoz 'vernoemd naar Smidovitsj' gesticht bij het dorp met de focus op visserij en de jacht op pelsdieren. In die tijd werd ook een school geopend in het dorp: eerst een lagere school, vervolgens een zevenjarenschool en een internaat met een eigen boerderij om voedsel voor de kinderen te leveren en als betaling in natura van het schoolpersoneel. Ten tijde van de repressie was er een post van de NKVD om ontsnapte Goelagdwangarbeiders van de Poolcirkelspoorlijn te vangen. Deze voeren op pontons langs de kust van het dorp naar Janov Stan verder stroomafwaarts.
In de jaren 1960 werd een afdeling van de gospromchoz (staatsbedrijf voor jacht en visserij) van Noord-Toeroechansk opgezet in het dorp. In 1966 werd het bestuur van de selsovjet van Oest-Baicha (een voormalig factorijdorp) verplaatst naar dit dorp.
Het dorp wordt regelmatig bezocht door taalkundigen die onderzoek doen naar het Selkoeps.

## Voorzieningen
In het dorp bevinden zich een medische post, een bibliotheekfiliaal, cultureel centrum, kleuterschool en een middelbare school met meer dan 100 leerlingen, waarvoor in 2014 een nieuw gebouw werd gerealiseerd.
Bestuurlijk centrum: Toeroechansk

Alinskoje · Angoeticha · Bachta · Baklanicha · Bor · Farkovo · Gorosjicha · Igarka · Indygino · Janov Stan · Kangotovo · Kellog · Koerejka · Komsa · Kostino · Lebed · Madoejka · Mirnoje · Podkamennaja Toengoeska · Sandaktsjes · Selivanicha · Soechaja Toengoeska · Soemarokovo · Soergoeticha · Sovjetskaja Retsjka · Starotoeroechansk · Svetlogorsk · Tatarsk · Tsjerno-ostrovsk · Verchneimbatsk · Veresjtsjagino · Vorogovo · Zotino